# Réserve écologique de la Serpentine-de-Coleraine
Pour les articles homonymes, voir Coleraine (homonymie).
La réserve écologique de la Serpentine-de-Coleraine est située à Saint-Joseph-de-Coleraine près de Thetford Mines. C'est l'une des rares réserves écologiques où la visite est autorisée au grand public. La réserve protège plusieurs groupements forestiers rares au Québec.
Les sentiers pédestres de la réserve permettent de grimper les trois collines du parc, soit le mont Oak (460 m), le mont Kerr (494 m) et le mont Caribou (558 m).